# Pier Gonella
Pier Gonella (Gênova, 26 de março de 1977) é guitarrista italiano, que já participou de bandas como Labyrinth e Necrodeath. É o atual compositor da banda de heavy metal Mastercastle, fundada em parceria com o vocalista Giorgia Gueglio.

## Biografia
Pier entrou na música ao ouvir bandas como Deep Purple e Scorpions.
Em 2003, entrou para o Labyrinth. Em 2005, o Labyrinth lançou o álbum Freeman, e em 2006, a banda faz uma turnê pelo Japão.
Em 2007 o Labyrinth  lançou o álbum 6 Days to Nowhere. No ano de 2007, Pier entrou para o Necrodeath. No início de 2007, o grupo prepara um álbum intitulado Draculea que fora lançado em março. Tal álbum rendeu à banda a turnê  com Marduk, tocando por treze dias ao longo da Europa.
Em 2008 Pier criou o Mastercastle, uma banda de heavy metal, com o vocalista Giorgia Gueglio, o baixista Steve Vawamas, e o baterista Alessandro Bissa.
Em Agosto de 2008 Pier gravou um demo com o seu próprio nome contendo quatro músicas, e consegue para o Mastercastle um contrato com a Lion Music Record. Com esta formação, lançaram já em 2009 o The Phoenix. Em 2010, lançaram o álbum Last Desire.

## Discografia

### Mastercastle
- The Phoenix  (Álbum 2009)
- Last Desire (Álbum, 2010)
- Dangerous Diamonds (Álbum, 2011)
- On Fire (Álbum, 2013)
- Enfer (De La Bibliothèque Nationale) (Álbum, 2014)
- Wine of Heaven (Álbum, 2017)
- Still In The Flesh (Álbum, 2019)
- Lighhouse Pathetic (Álbum, 2022)

### Labyrinth
- Freeman (Álbum, 2006)
- 6 Days to Nowhere (Álbum, 2007)
- As time goes by (Álbum, 2010)

### Necrodeath
- Draculea (Álbum, 2007)
- Phylogenesis (Álbum, 2009)
- Old Skull (Álbum, 2010
- The Age of Fear (Álbum, 2010)
- Idiosyncrasy (Álbum, 2011)
- Hellive (Álbum, 2012)
- The 7 deadly sins (Álbum, 2014)
- Headhunting (Álbum, 2015)
- The age of Dead christ (Álbum, 2018)
- Defragments of Insanity (Álbum, 2019)
- Neraka (Álbum, 2020)
- Singin'in the Pain (Álbum, 2023)

### Otros bandas
- Athlantis, Athlantis (Álbum, 2001)
- Wild Steel, Wild Steel (Álbum, 2003)
- Odyssea, Tears in floods (Álbum, 2009)
- Athlantis, M.W.N.D. (Álbum, 2012)
- MusicArt Project, The Black Side of the Moon (Álbum, 2012)
- Verde Lauro,Sono animali al mondo (Álbum, 2015)
- Odyssea,Storm (Álbum, 2016)
- MusicArt Project,Colors & Dreams (Álbum, 2016)
- Athlantis,Chapter 4 (Álbum, 2017)
- Verde Lauro,6 Aprile (Álbum, 2017)
- Athlantis,02022020 (Álbum, 2020)
- Pier Gonella,Strategy (Álbum, 2020)
- Vanexa,The Last in Black (Álbum, 2021)
- Pier Gonella,667 (Álbum, 2023)